# Pendleton Ward

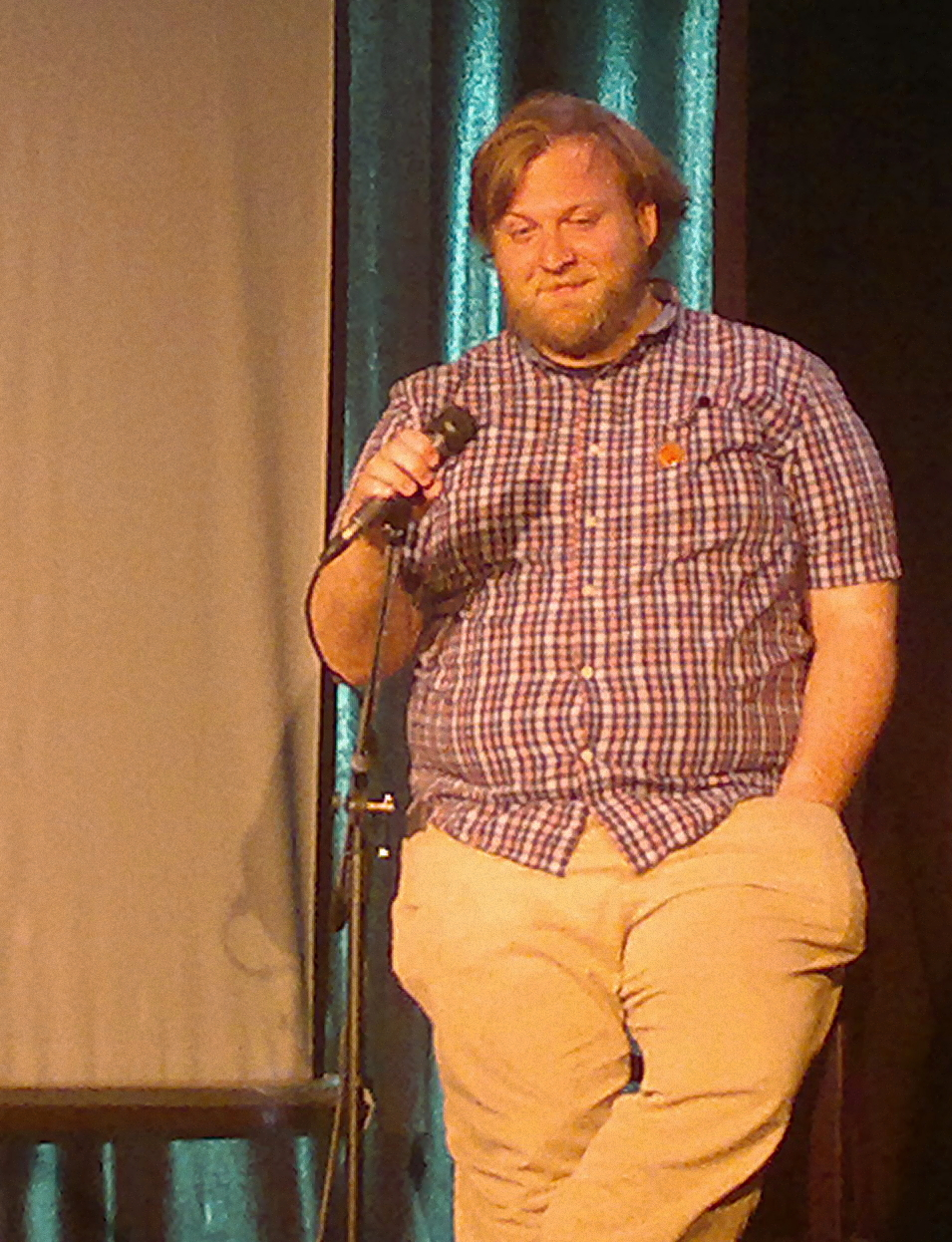
Pendleton Ward (2011)

Ward Taylor Pendleton Johnston (geboren am 23. September 1982), bekannt als Pendleton Ward oder einfach Pen Ward, ist ein US-amerikanischer Animator, Drehbuchautor, Produzent und Sprecher. Er arbeitet für Cartoon Network Studios, Frederator Studios und Netflix Animation. Er ist der Schöpfer der mit einem Emmy ausgezeichneten Serie Adventure Time, der Internetserie Bravest Warriors und der animierten Interview-Erwachsenenserie The Midnight Gospel.